# Col des Palombières
Ne doit pas être confondu avec Col des Palomières.
Le col des Palombières, en basque Usotegia lepoa, est un col de faible altitude (337 m) appartenant aux communes de Lantabat, d'Ainhice-Mongelos et de Suhescun en Basse-Navarre, dans les Pyrénées-Atlantiques. Il est traversé par la D 518.
Ce nom est lié à la présence de palombières depuis une date indéterminée. La présence de pylônes-palombières et de pantières semble plus récente (1920).

## Toponymie
- Au Moyen Âge l'endroit est nommé Achurde[2].
- Il est déjà dénommé « col des Palombières » sur le cadastre napoléonien[Carte 2].

## Géographie

### Topographie
Le col sépare la vallée de Lantabat au nord-est des vallées de Suhescun et d'Ainhice-Mongelos au sud-ouest.
Il est situé entre l'Elhorretako Gaina (453 m) au nord-ouest et le Pagaburu (543 m) au sud-ouest.

### Géologie
Le col est dans une région flyschs du Crétacé supérieur.

## Histoire
Par le col passait une voie secondaire du pèlerinage de Saint-Jacques-de-Compostelle à partir de la chapelle d'Harambeltz et passant par le prieuré-hôpital de Behaune, évitant ainsi les « mauvais péages de l'Ostabarret ».

### Cartes
1. 1 2 3  « Carte IGN classique » sur Géoportail.
2. ↑  « Cadastre de Napoléon : Gamarthe »
3. ↑  « Carte géologique » sur Géoportail.

### Autres références
1. ↑  Bernard Rio, Toutes les chasses du pigeon ramier, Jean-Paul Gisserot, 2000 (ISBN 978-2-87747-533-4, lire en ligne)
2. ↑  Paul Raymond, Dictionnaire topographique du département des Basses-Pyrénées, Paris, Imprimerie Impériale, 1863, 208 p. (BNF 31182570, lire en ligne)..
3. ↑  Clément Urrutibehety, « Union des chemins de Saint-Jacques en Basse-Navarre et en Navarre ».